# Баинци (Србац)
Баинци (серб. Бајинци) — населенный пункт в общине Србац, который принадлежит энтитету Республике Сербской, Босния и Герцеговина. По результатам югославской переписи населения 1991 года в Баинцах проживало 900 человек.

## Население
| 1948                           | 1953 | 1961 | 1971 | 1981 | 1991 | - |
| ------------------------------ | ---- | ---- | ---- | ---- | ---- | - |
| 1292                           | 1367 | 1148 | 987  | 1036 | 900  | - |
| Гистограмма динамики населения |      |      |      |      |      |   |